# Collegio di Newton Abbot
Newton Abbot è un collegio elettorale inglese situato nel Devon e rappresentato alla Camera dei comuni del parlamento del Regno Unito. Elegge un membro del parlamento con il sistema maggioritario a turno unico; l'attuale parlamentare è Martin Wrigley dei Liberal Democratici, che rappresenta il collegio dal 2024.

## Estensione

Newton Abbot dal 2010 al 2024

Il collegio si trova nel distretto di Teignbridge e conta i seguenti ward elettorali:
- 2010-2024: Ambrook, Bishopsteignton, Bradley, Buckland and Milber, Bushell, College, Dawlish Central and North East, Dawlish South West, Ipplepen, Kenton with Starcross, Kerswell-with-Combe, Kingsteignton East, Kingsteignton West, Shaldon and Stokeinteignhead, Teignmouth Central, Teignmouth East e Teignmouth West.
- dal 2024: Ambrook; Bishopsteignton; Bradley; Buckland and Milber; Bushell; College; Dawlish North East; Dawlish South West; Ipplepen; Kenton and Starcross; Kerswell-with-Combe; Kingsteignton East; Kingsteignton West; Shaldon and Stokeinteignhead; Teignmouth Central; Teignmouth East e Teignmouth West.[1]

## Membri del parlamento
| Elezione | Elezione | Deputato          | Partito             |
| -------- | -------- | ----------------- | ------------------- |
|          | 2010     | Anne-Marie Morris | Conservatore        |
|          | Lug 2017 | Anne-Marie Morris | Indipendente        |
|          | Dic 2017 | Anne-Marie Morris | Conservatore        |
|          | Gen 2022 | Anne-Marie Morris | Indipendente        |
|          | Mag 2022 | Anne-Marie Morris | Conservatore        |
|          | 2024     | Martin Wrigley    | Liberal Democratici |

## Elezioni

### Elezioni negli anni 2020
| Partito                    | Partito                                         | Candidato                  | Risultati 4 luglio 2024 | Risultati 4 luglio 2024 |
| Partito                    | Partito                                         | Candidato                  | Voti                    | %                       |
| -------------------------- | ----------------------------------------------- | -------------------------- | ----------------------- | ----------------------- |
|                            | Lib Dem                                         | Martin Wrigley             | 15 201                  | 31,67                   |
|                            | Conservatore                                    | Anne Marie Morris          | 12 955                  | 26,99                   |
|                            | Reform UK                                       | Christopher Hilditch       | 8 494                   | 17,70                   |
|                            | Laburista                                       | Jacob Cousens              | 7 115                   | 14,83                   |
|                            | Verdi                                           | Pauline Wynter             | 2 083                   | 4,34                    |
|                            | South Devon Alliance                            | Liam Mullone               | 1 924                   | 4,01                    |
|                            | Heritage                                        | Andre Sabine               | 116                     | 0,24                    |
|                            | Volt                                            | Annaliese Cude             | 104                     | 0,22                    |
|                            |                                                 |                            |                         |                         |
| Iscritti                   | Iscritti                                        | Iscritti                   | 73 885                  | 100,00                  |
| ↳ Votanti (% su iscritti)  | ↳ Votanti (% su iscritti)                       | ↳ Votanti (% su iscritti)  | 47 992                  | 64,95                   |
| ↳ Astenuti (% su iscritti) | ↳ Astenuti (% su iscritti)                      | ↳ Astenuti (% su iscritti) | 25 893                  | 35,05                   |
|                            |                                                 |                            |                         |                         |
|                            | Esito: collegio passa da Conservatore a Lib Dem |                            |                         |                         |

### Elezioni negli anni 2010
| Partito                    | Partito                                   | Candidato                  | Risultati 12 dicembre 2019 | Risultati 12 dicembre 2019 |
| Partito                    | Partito                                   | Candidato                  | Voti                       | %                          |
| -------------------------- | ----------------------------------------- | -------------------------- | -------------------------- | -------------------------- |
|                            | Conservatore                              | Anne Marie Morris          | 29 190                     | 55,54                      |
|                            | Lib Dem                                   | Martin Wrigley             | 11 689                     | 22,24                      |
|                            | Laburista                                 | James Osben                | 9 329                      | 17,75                      |
|                            | Verdi                                     | Megan Debenham             | 1 508                      | 2,87                       |
|                            | Indipendente                              | David Halpin               | 840                        | 1,60                       |
|                            |                                           |                            |                            |                            |
| Iscritti                   | Iscritti                                  | Iscritti                   | 72 533                     | 100,00                     |
| ↳ Votanti (% su iscritti)  | ↳ Votanti (% su iscritti)                 | ↳ Votanti (% su iscritti)  | 52 556                     | 72,46                      |
| ↳ Astenuti (% su iscritti) | ↳ Astenuti (% su iscritti)                | ↳ Astenuti (% su iscritti) | 19 977                     | 27,54                      |
|                            |                                           |                            |                            |                            |
|                            | Esito: collegio confermato a Conservatore |                            |                            |                            |

| Partito                    | Partito                                   | Candidato                  | Risultati 8 giugno 2017 | Risultati 8 giugno 2017 |
| Partito                    | Partito                                   | Candidato                  | Voti                    | %                       |
| -------------------------- | ----------------------------------------- | -------------------------- | ----------------------- | ----------------------- |
|                            | Conservatore                              | Anne Marie Morris          | 28 735                  | 55,54                   |
|                            | Laburista                                 | James Osben                | 11 475                  | 22,18                   |
|                            | Lib Dem                                   | Marie Chadwick             | 10 601                  | 20,49                   |
|                            | Verdi                                     | Kathryn Driscoll           | 926                     | 1,79                    |
|                            |                                           |                            |                         |                         |
| Iscritti                   | Iscritti                                  | Iscritti                   | 71 711                  | 100,00                  |
| ↳ Votanti (% su iscritti)  | ↳ Votanti (% su iscritti)                 | ↳ Votanti (% su iscritti)  | 51 737                  | 72,15                   |
| ↳ Astenuti (% su iscritti) | ↳ Astenuti (% su iscritti)                | ↳ Astenuti (% su iscritti) | 19 974                  | 27,85                   |
|                            |                                           |                            |                         |                         |
|                            | Esito: collegio confermato a Conservatore |                            |                         |                         |

| Partito                    | Partito                                   | Candidato                  | Risultati 7 maggio 2015 | Risultati 7 maggio 2015 |
| Partito                    | Partito                                   | Candidato                  | Voti                    | %                       |
| -------------------------- | ----------------------------------------- | -------------------------- | ----------------------- | ----------------------- |
|                            | Conservatore                              | Anne Marie Morris          | 22 794                  | 47,51                   |
|                            | Lib Dem                                   | Richard Younger-Ross       | 11 506                  | 23,98                   |
|                            | UKIP                                      | Rod Peers                  | 6 726                   | 14,02                   |
|                            | Laburista                                 | Roy Freer                  | 4 736                   | 9,87                    |
|                            | Verdi                                     | Steven Smyth-Bonfield      | 2 216                   | 4,62                    |
|                            |                                           |                            |                         |                         |
| Iscritti                   | Iscritti                                  | Iscritti                   | 69 533                  | 100,00                  |
| ↳ Votanti (% su iscritti)  | ↳ Votanti (% su iscritti)                 | ↳ Votanti (% su iscritti)  | 47 978                  | 69,00                   |
| ↳ Astenuti (% su iscritti) | ↳ Astenuti (% su iscritti)                | ↳ Astenuti (% su iscritti) | 21 555                  | 31,00                   |
|                            |                                           |                            |                         |                         |
|                            | Esito: collegio confermato a Conservatore |                            |                         |                         |

| Partito                    | Partito                                         | Candidato                  | Risultati 6 maggio 2010 | Risultati 6 maggio 2010 |
| Partito                    | Partito                                         | Candidato                  | Voti                    | %                       |
| -------------------------- | ----------------------------------------------- | -------------------------- | ----------------------- | ----------------------- |
|                            | Conservatore                                    | Anne Marie Morris          | 20 774                  | 43,03                   |
|                            | Lib Dem                                         | Richard Younger-Ross       | 20 251                  | 41,94                   |
|                            | Laburista                                       | Patrick Canavan            | 3 387                   | 7,01                    |
|                            | UKIP                                            | Jackie Hooper              | 3 088                   | 6,40                    |
|                            | Verdi                                           | Corinne Lindsey            | 701                     | 1,45                    |
|                            | Indipendente                                    | Keith Sharp                | 82                      | 0,17                    |
|                            |                                                 |                            |                         |                         |
| Iscritti                   | Iscritti                                        | Iscritti                   | 69 372                  | 100,00                  |
| ↳ Votanti (% su iscritti)  | ↳ Votanti (% su iscritti)                       | ↳ Votanti (% su iscritti)  | 48 283                  | 69,60                   |
| ↳ Astenuti (% su iscritti) | ↳ Astenuti (% su iscritti)                      | ↳ Astenuti (% su iscritti) | 21 089                  | 30,40                   |
|                            |                                                 |                            |                         |                         |
|                            | Esito: collegio a Conservatore (nuovo collegio) |                            |                         |                         |

## Risultati dei referendum

### Referendum sulla permanenza del Regno Unito nell'Unione europea del 2016
|             | Collegio     | Lasciare UE % | Rimanere in UE % |
| ----------- | ------------ | ------------- | ---------------- |
|             | Newton Abbot | 56,1%         | 43,9%            |
| Inghilterra | 53,3%        | 46,7%         |                  |
| Regno Unito | 51,9%        | 48,1%         |                  |